# Taunushauptkamm

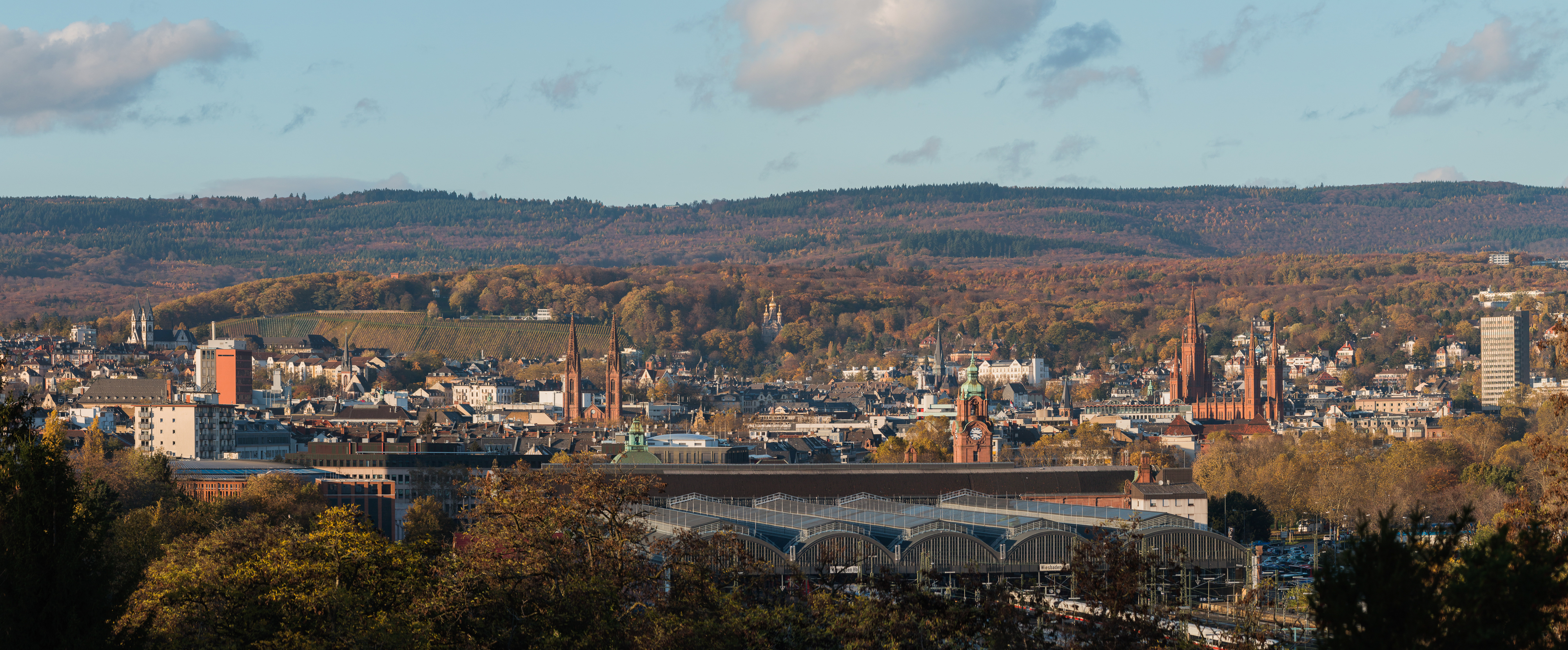
Vordertaunus und Taunushauptkamm bei Wiesbaden

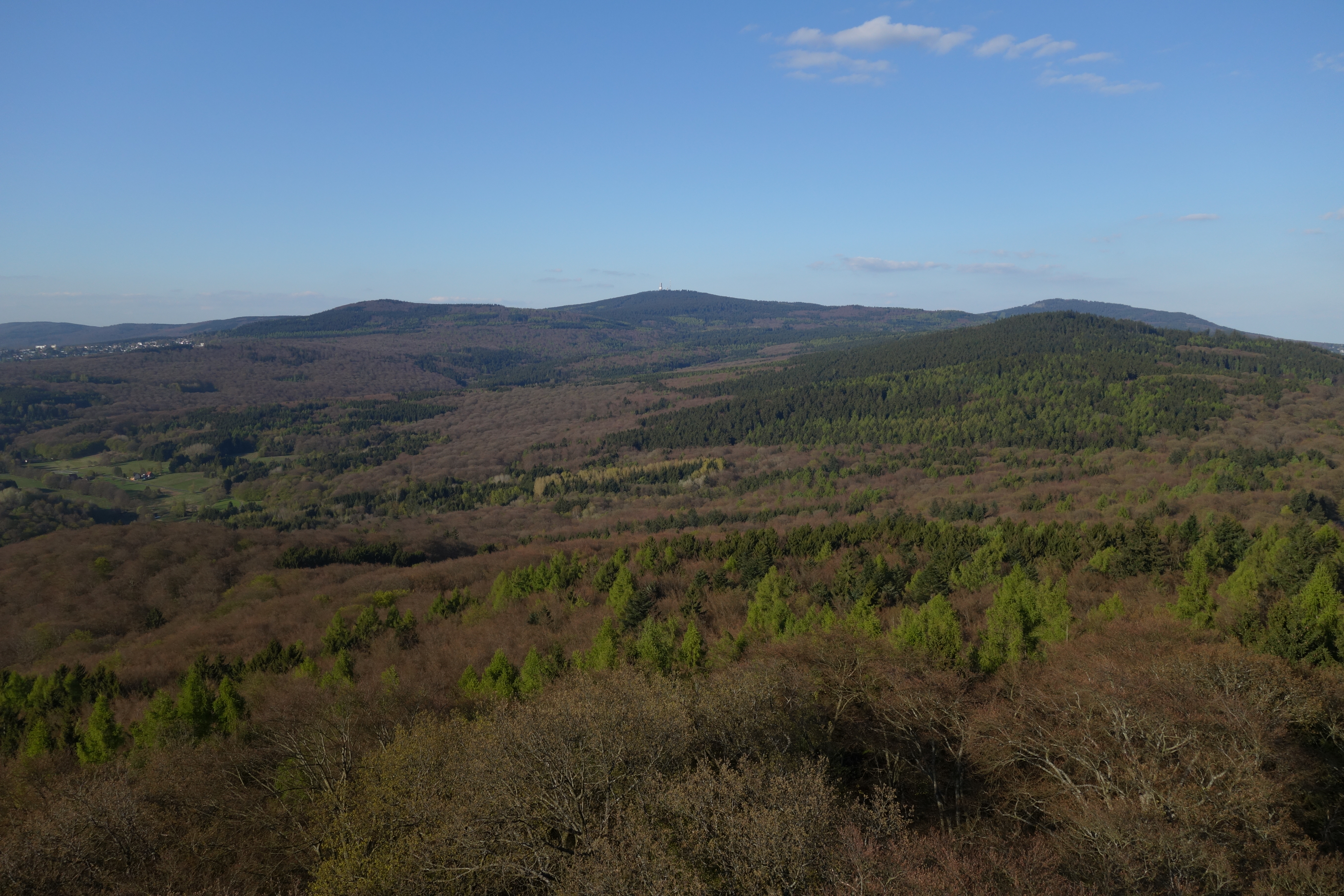
Blick vom Atzelberg entlang des Taunushauptkamms mit dem Ruppertshainer Eichkopf, rechts im Bildmittelgrund. Dahinter am Horizont (von rechts) Altkönig, Großer Feldberg, Glaskopf über dem Ort Glashütten sowie Hühnerberg und Windhain am westlichen Rand der Feldberg-Langhals-Pferdskopf-Scholle.

Der Taunushauptkamm ist die 75 Kilometer lange Kammlinie des Hohen Taunus, der den nach Süden steil abfallenden Vordertaunus im Süden von dem sich allmählich nach Norden abdachenden Bergland des Hintertaunus im Norden trennt. Im Südwesten grenzt der Hohe Taunus an den Rhein. Der Hauptkamm besteht im geologischen Kern aus harten Taunusquarzitadern.
Über große Teile des Taunushauptkamms verlaufen die Wasserscheiden von Oberrhein und Main im Süden zu den Mittelrhein-Zuflüssen Wisper und Lahn im Norden (je von Südwest nach Nordost aufgezählt), wobei einige der nach Süden fließenden Gewässer durch Tiefenerosion das Gestein der Taunuskamm-Einheit durchbrochen haben, sodass die Wasserscheiden stellenweise um wenige Kilometer nach Norden abweichen.
Der Taunushauptkamm ist eine Wetterscheide, die sich besonders im Winterhalbjahr bei ruhigen Inversionswetterlagen bemerkbar macht und Nebel in der Oberrheinischen Tiefebene von klarem Wetter im Norden trennt. Bei Nordwestwetterlage fängt der Taunushauptkamm viel an Niederschlägen ab und sichert dem Rhein-Main-Gebiet ein mildes Klima.

## Verlauf

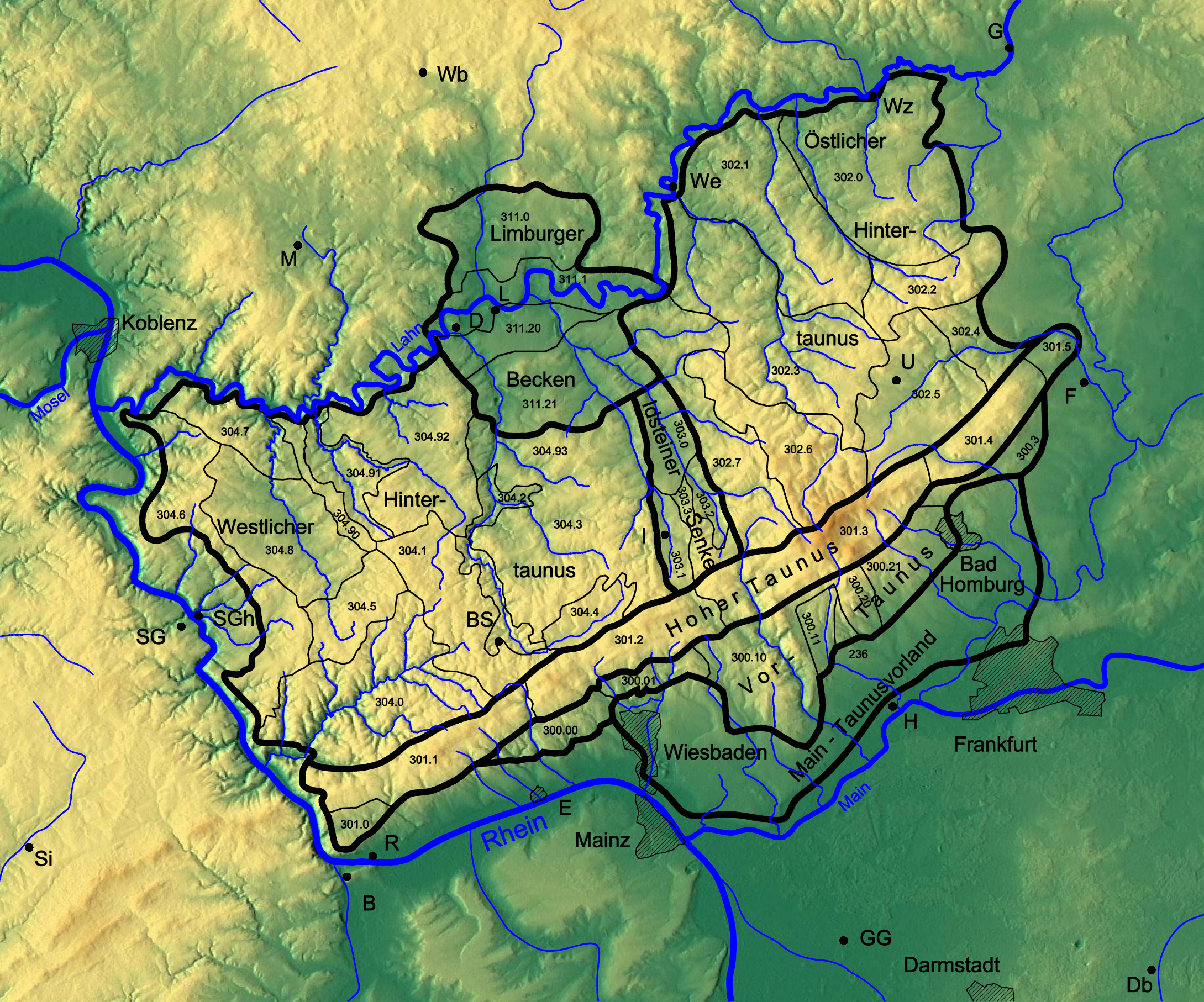
Naturräumliche Gliederung des Taunus

Der Taunushauptkamm erstreckt sich in südwestlich-nordöstlicher Richtung vom Mittelrhein bis zur Wetterau in folgenden naturräumlichen Abschnitten:
- 301 Hoher Taunus
  - 301.0 Niederwald
  - 301.1 Rheingaugebirge
  - 301.2 Wiesbadener Hochtaunus
  - 301.3 Feldberg-Taunuskamm
  - 301.4 Winterstein-Taunuskamm
  - 301.5 Nauheimer Taunussporn

Der Taunushauptkamm nimmt die linksrheinische Kammlinie des Hunsrück mit den Höhen des Binger Waldes auf.

### Niederwald
Der Niederwald bei Rüdesheim ist ein dem Rheingaugebirge im Südwesten vorgelagerter Abschnitt von etwa drei Kilometer Länge in Ost-West-Richtung und einem Kilometer Breite. Er hat nach Nordosten hin über das Hochplateau des Ebentals Anschluss an den Taunushauptkamm. Von diesem ist er im Nordwesten durch das tief eingeschnittene Tal des durch Assmannshausen fließenden Eichbachs getrennt. Die beiden anderen Grenzen werden vom Rheintal gebildet, das hier am Binger Loch etwa rechtwinklig abknickt.
Höchste Erhebung ist der Fichtenkopf mit 346 m.

### Rheingaugebirge

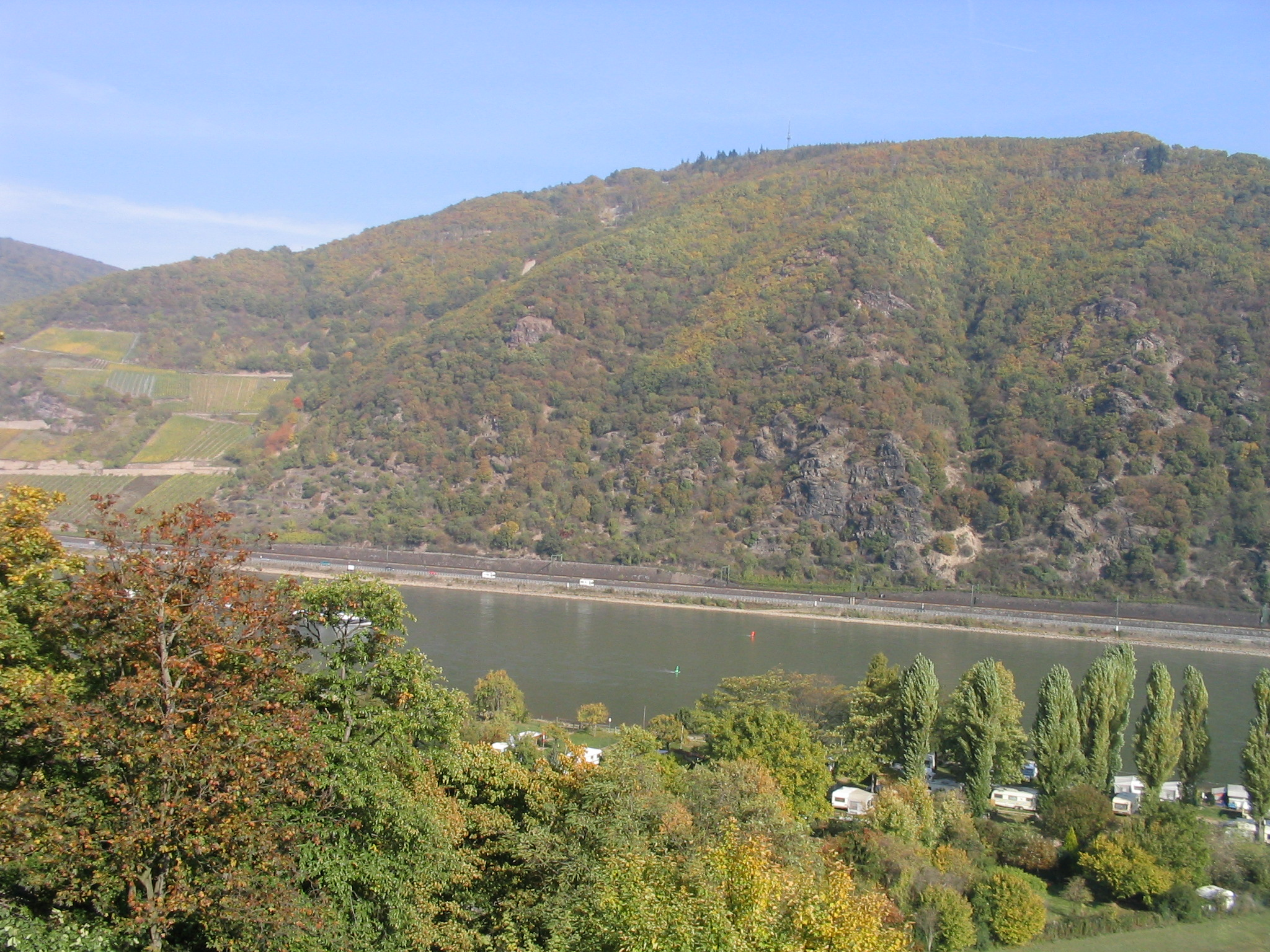
Der Steilhang des Teufelskadrich über dem Ostufer des Mittelrheins

Rechtsrheinisch ist der Teufelskadrich mit 416 m Höhe die erste markante Erhebung des Taunushauptkamms über dem Mittelrhein, dessen Wasserspiegel hier bei 78 m liegt. Die Kammlinie steigt über das „Forsthaus Kammerforst“ zu den Zimmersköpfen erstmals auf 500 m an, nordwestlich erhebt sich das Jägerhorn (538 m).
Dann folgt ein erster Einschnitt in die Kammlinie, in der die Ortschaft Stephanshausen liegt. Die Wasserscheide beschreibt nach Norden in einer Höhe von immerhin 415 m einen Halbkreis um diesen Ort. Dies ist auch die Höhe, die die Landstraßen von Rüdesheim, Geisenheim und Oestrich-Winkel auf dem Weg über Presberg ins Wispertal zu überwinden haben (siehe auch: Wispertaunus).
Anschließend steigt der Kamm über den Pass Grauer Stein wieder an bis zur Kalten Herberge, dem mit 619 m höchsten Berg des Rheingaugebirges.
Weiter über den Erbacher Kopf mit einer Höhe von 580 m senkt sich der Höhenzug zu einem Sattel, den die Landstraße von Kiedrich nach Hausen vor der Höhe in einer Höhe von 514 m überwindet.
Der nächste Anstieg führt über die Dreibornsköpfe (548 m). Über den Hansenkopf (495 m) geht es dann wieder hinunter bis auf 260 m nach Schlangenbad, wo die Walluf die Gebirgsmassen eingeschnitten hat.
Hier weicht die Wasserscheide erneut nach Norden aus. Die Landstraße von Bärstadt im Walluftal nach Hausen vor der Höhe überwindet sie mit einer Scheitelhöhe von 486 m und der Verkehr auf der B 260 („Bäderstraße Taunus“) führt über den Wambacher Stich und den 470 m hohen Übergang Roter Stein hinunter nach Bad Schwalbach im Aartal.

### Wiesbadener Hochtaunus

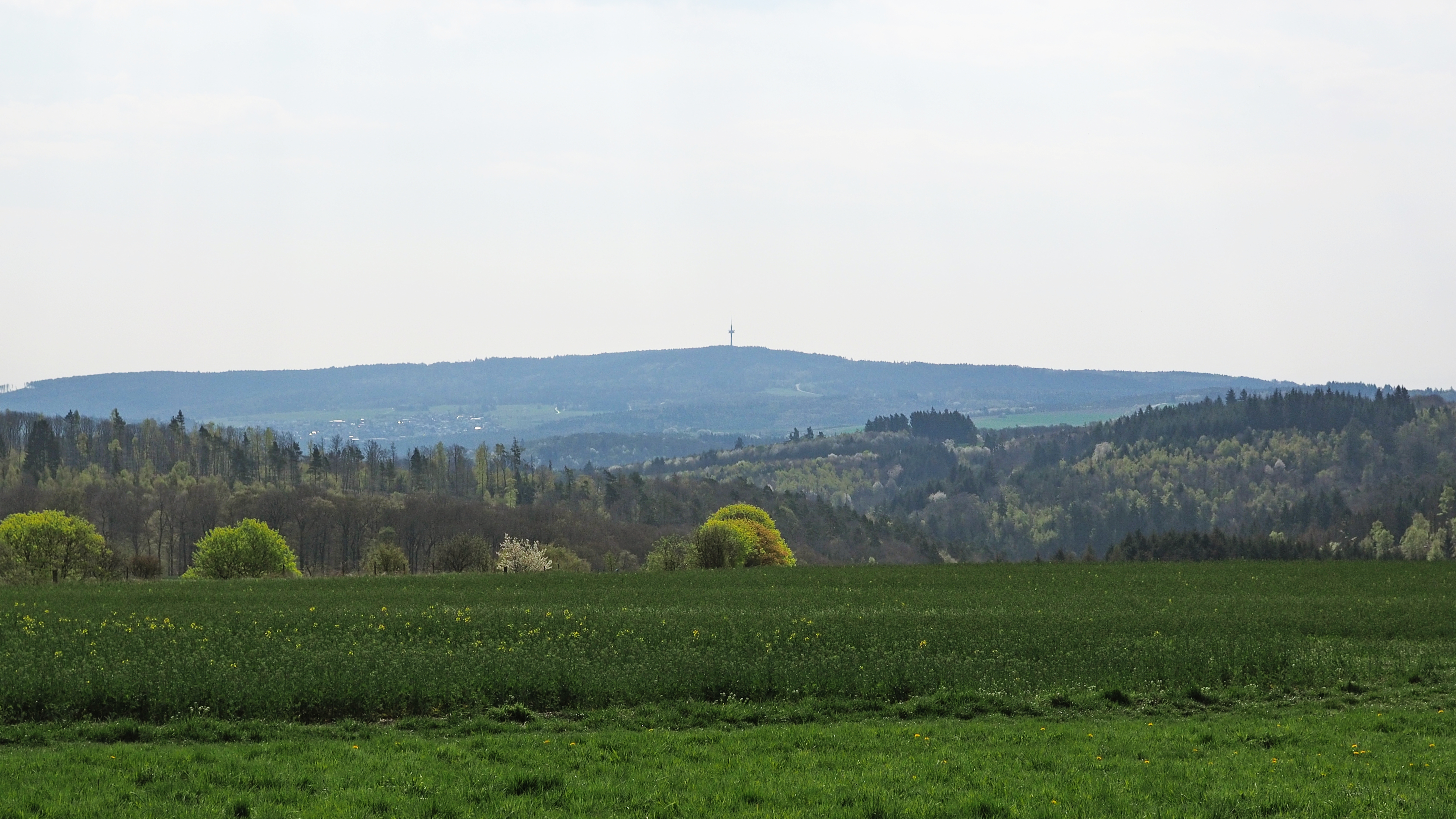
Blick von Nordwesten vom Kemeler Rücken (bei Kemel) zur Hohen Wurzel

Hinter dem Einschnitt des Walluftals beginnt der Wiesbadener Hochtaunus und steigt über den Rotekreuzkopf (510 m) unmittelbar zu dessen mit 618 m höchster Erhebung, der Hohen Wurzel, auf.
Sodann folgt mit 421 m einer der niedrigsten Übergänge über den zentralen Abschnitt des Taunushauptkamms: die Eiserne Hand. Dieser Pass wird von der B 54 und der Aartalbahn genutzt (vgl. Bahnhof Eiserne Hand). Südöstlich vorgelagert liegt der Bleidenstadter Kopf (388,5 m).
Über den Altenstein (501 m) mit dem Ringwall Altenstein und den Eichelberg (536 m) führt die Kammlinie dann zur Platte mit dem Jagdschloss Platte, wo die B 417 („Hühnerstraße“) bei 500 m ihren Scheitelpunkt erreicht.
In der Folge führt die Kammlinie dann über die Hohe Kanzel (592 m) und deren Ausläufer Zieglerkopf (515 m) erst hinauf und dann wieder hinab bis zu dem Haupteinschnitt von Niederseelbach. Hier weicht die Wasserscheide durch die Erosionsarbeit des Daisbachs wieder nach Norden aus.

Der Landrücken zwischen Niederseelbach und Idstein hat eine Höhe von 351 m und ist für den Fernverkehr von erheblicher Bedeutung. So wird er außer von der Landstraße Niedernhausen–Idstein auch von der Main-Lahn-Bahn, der A 3 sowie der Schnellfahrstrecke Köln–Rhein/Main genutzt.

### Feldberg-Taunuskamm

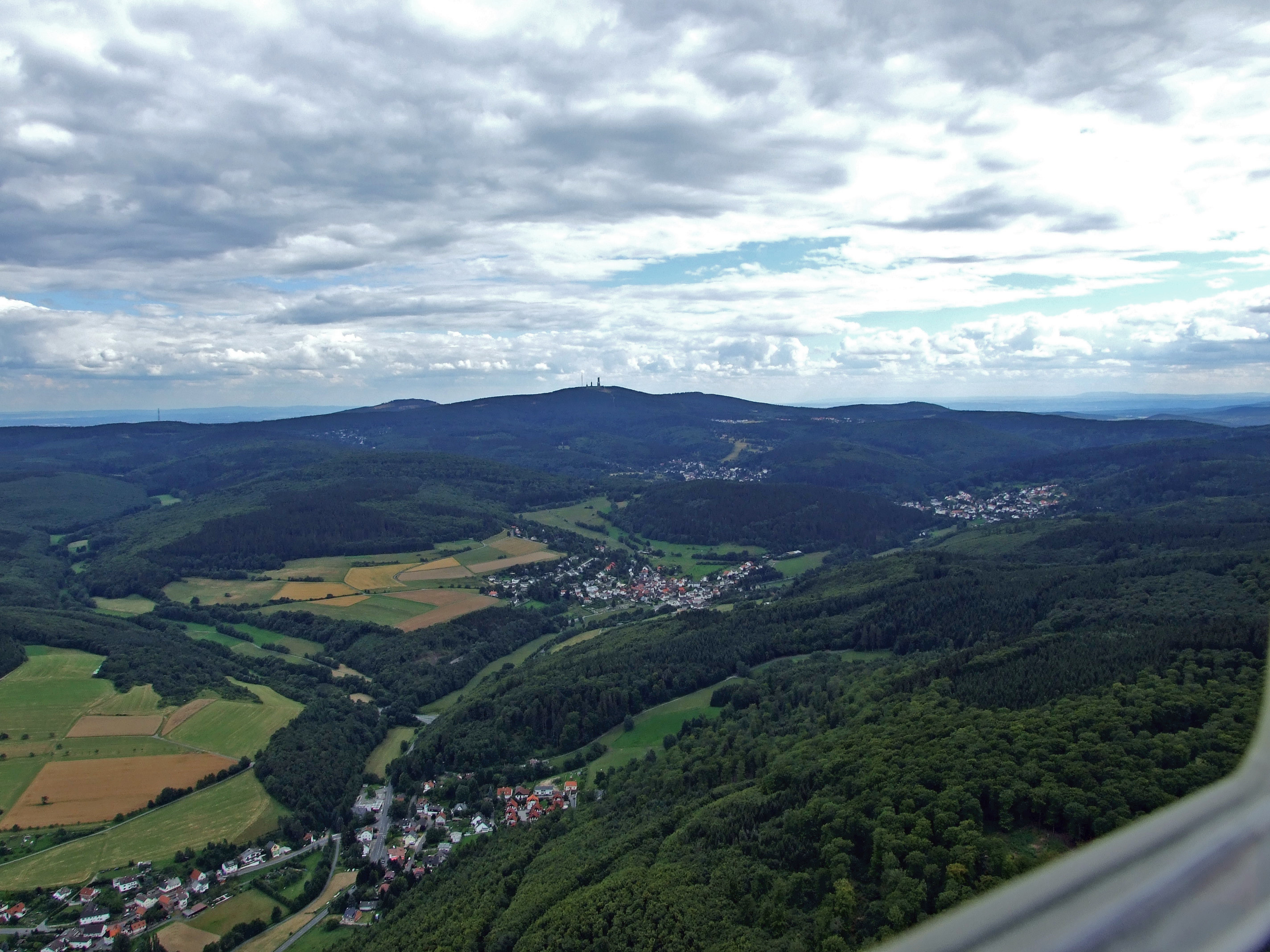
Panorama des Hochtaunus vom Östlichen Hintertaunus aus gesehen

Hinter diesem Einschnitt beginnt der Feldberg-Taunuskamm mit Buchwaldskopf (501 m) und Großem Lindenkopf (500 m), gefolgt vom Einschnitt des Schwarzbachs mit seinem Quellfluss Dattenbach. Auch hier weicht die Wasserscheide wieder nach Norden aus und bietet einen Kilometer südlich von Heftrich in 350 m Höhe, an der Stelle des ehemaligen Kastell Alteburg, einen Übergang, der heute von der Landstraße 3273 genutzt wird.
Weiter östlich führt zwischen Königstein und Glashütten bei 556 m Höhe noch die B 8 über den Taunus.

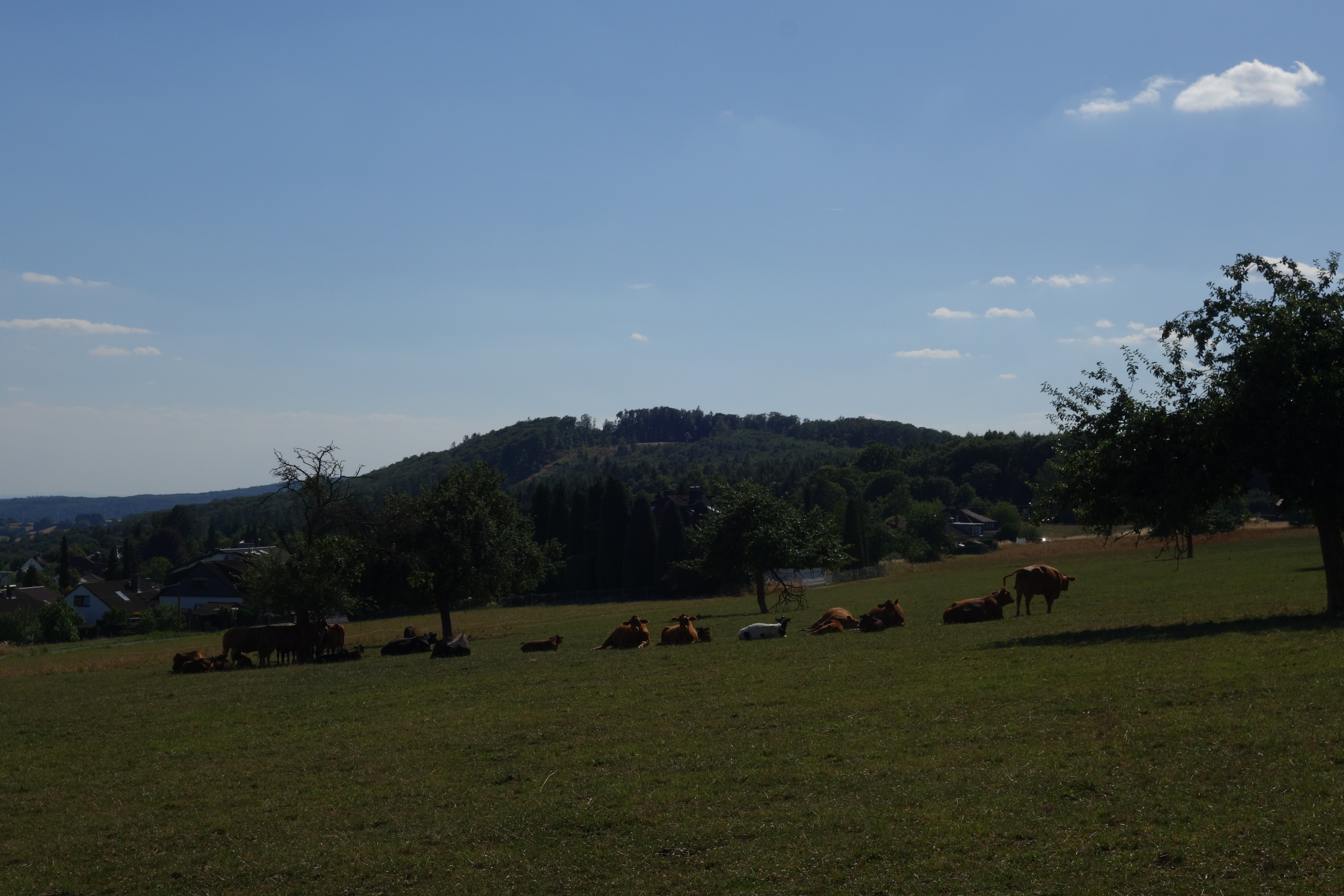
Der Berg Butznickel aus Richtung Nordost gesehen

Die Kammlinie selbst setzt sich östlich des Dattenbachs im Butznickel (462 m) bei Schloßborn sowie dem Glaskopf (687 m) bei Glashütten fort und erreicht mit dem Kleinen Feldberg (825 m) und dem Großen Feldberg (879 m) die beiden höchsten Erhebungen des Taunus.
An der Westflanke dieses Massivs führt bei 688 m die Landstraße von Königstein nach Niederreifenberg über den Pass „Rotes Kreuz“; östlich des Massivs befindet sich auf 669 m am „Sandplacken“ der Übergang der Landstraße von Oberursel nach Schmitten.
Einen Kilometer südöstlich des Sandplackens, am Kolbenberg (684 m), verlässt die Wasserscheide zwischen Main und Lahn die Kammlinie endgültig nach Norden, da sich ab hier die Öffnung der Taunus-Ostflanke zur Wetterau hin bemerkbar macht.
Für die nächsten Kilometer bis zum Köpperner Tal ist der Verlauf der Kammlinie identisch mit dem Verlauf des Limes. Die bis zu diesem Einschnitt des Erlenbachs zu nennenden Berge sind allesamt über 600 m hoch: Klingenkopf (683 m), Eichkopf (620 m), Roßkopf (632 m) und Hollerkopf (616 m).

Dann folgt bei 400 m der Sattel, auf dem die Saalburg mit der B 456 liegt.
Bei 290 m liegt der Einschnitt des Erlenbachs in die Kammlinie, wobei auch hier die Wasserscheide nach Norden ausweicht, sodass die Bahnstrecke Friedrichsdorf–Albshausen und die Straßen zwischen Wehrheim und Usingen auf wenigstens 350 m steigen müssen.

### Winterstein-Taunuskamm

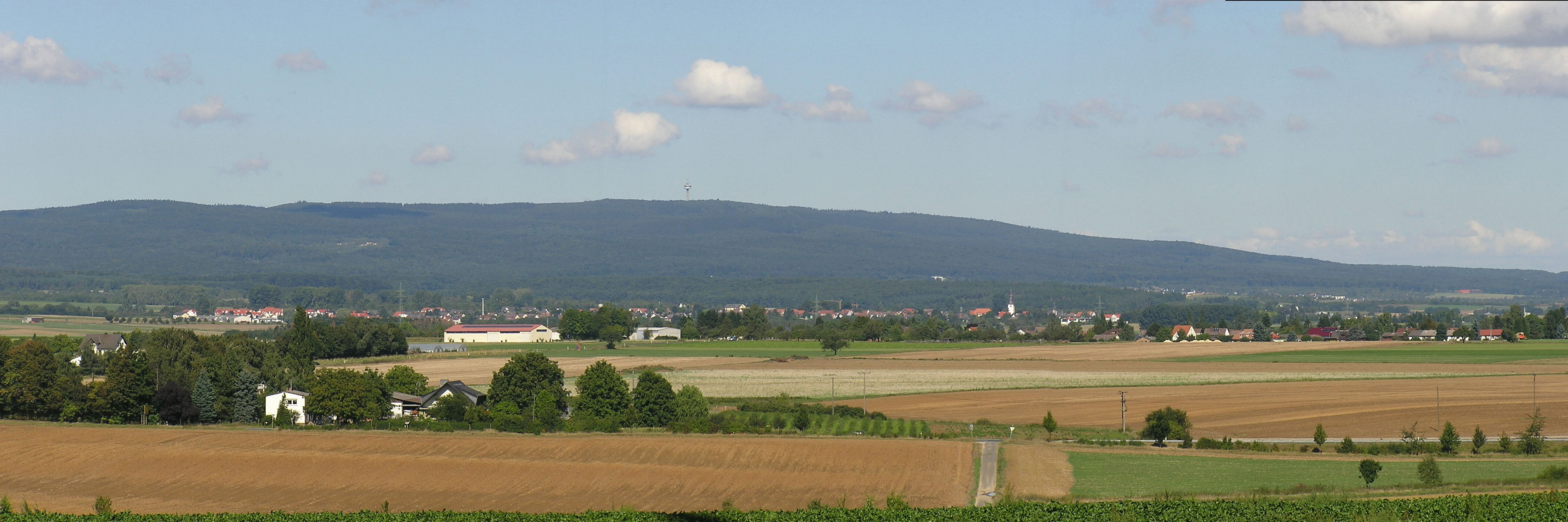
Blick von Karben nordwestwärts zum Steinkopf mit Fernmeldeturm und rechts befindlichem Bergsporn Winterstein

Hinter dem Köpperner Tal beginnt der Winterstein-Taunuskamm. Er beginnt mit dem Graueberg (456 m); dann folgen Wellenberg (450 m), Saukopf (480 m), Kuhkopf (500 m), der höchsten Erhebung dem Steinkopf (518 m) und schließlich der namensgebende Winterstein (482 m). An dessen Ostflanke überquert die A 5 bei 270 m kurz südlich der Raststätte Wetterau die Lücke zwischen dem Winterstein und dem Nauheimer Taunussporn.

### Nauheimer Taunussporn
Aus der Wetterau steigt die Kammzone des Nauheimer Taunussporn mit dem Eichberg (269 m) und dem Johannisberg (268 m) deutlich heraus. In unmittelbarer Nähe zum Stadtkern von Bad Nauheim liegen diese ersten Erhebungen. Südöstlich der A 5 erhebt sich der Galgenkopf (259 m).